# Трудобеликовский
Трудобеликовский — хутор в Красноармейском районе Краснодарского края. Административный центр Трудобеликовского сельского поселения. Крупнейший населённый пункт в России со статусом хутора.

## История
В районе нынешнего хутора Трудобеликовского по повелению крымского хана Газы II Гирея в 1608 году был построен город-крепость — Копыл, который с 1747 года стал называться Эски-Копыл (Старый Копыл). Город был резиденцией сераскира — начальствующего над кубанскими народами. В декабре 1736 года, в ответ на набеги крымских татар на Дон, донские казаки совместно с калмыками под руководством хана Дондок-Омба приступом взяли и разорили Копыл.
Летом 1768 года из-за набега крымских татар на Украину началась новая война. В 1770 году на Кубань был направлен Кубанский корпус под командованием генерала П. А. Румянцева. Отряд подполковника Бухвостова разбил войска Девлета IV Гирея и захватил Старый Копыл, который стал штаб-квартирой Кубанского корпуса.
25 марта 1778 года по указанию командующего корпусом генерал-поручика А. В. Суворова полковник Одоевский построил в стороне от пришедшего в негодность Старого Копыла, примерно на месте нынешнего Дома культуры, крепость Благовещенскую, использовав в качестве строительного материала разобранные здания и сооружения Копыла.
В 1779 году под давлением внешнеполитической обстановки в Константинополе была заключена конвенция с Турцией. Россия обязалась отвести Кубанский корпус на рубеж Еи. Выполняя приказ разрушить перед отходом войск все укрепления, Гинцель в мае 1779 года разрушил Благовещенскую крепость.
Место для крепости было столь удачным, что, взяв под охрану границу, черноморские казаки в 1794 году основали здесь Протоцкий кордон. Численность гарнизона колебалась от 150 до 200 человек. Кордон был обнесён земляным валом, вокруг вала был выкопан глубокий ров, по углам стояли четыре чугунные пушки, по бокам для наблюдения установили вышки. Внутри стояли хаты, где располагались казачьи казармы, штаб, пороховой погреб и хозяйственные постройки.
В 1864 году окончилась 70-летняя Кавказская война. Казакам предстояло насаждать гражданственность, завести хозяйство, упрочить экономический быт. Население станиц Полтавской и Славянской стало быстро расти за счёт переселенцев с Украины и из России, пахотных земель стало не хватать. И поэтому часть казаков с этих станиц с семьями поселились на месте Протоцкого кордона, основав в 1890 году хутор Протоцкий.
После Гражданской войны, в сентябре 1920 года, местный ревком принял решение дать хутору новое название — Труды Белика в честь казнённого в 1918 году председателя хуторского ревкома Семёна Ефимовича Белика. Позднее хутор был переименован в Трудобеликовский.
В селе родился Герой Советского Союза Николай Есауленко.

## Население
| 1979 | 2002  | 2010  | 2021  |
| ---- | ----- | ----- | ----- |
| 6944 | ↗8898 | ↗9393 | ↗9580 |

## Улицы
| - пер. 1-й Железнодорожный, - пер. 2-й Железнодорожный, - пер. Весенний, - пер. Виноградный, - пер. Вишнёвый, - пер. Восточный, - пер. Гагарина, - пер. Дорожный, - пер. Заводской, - пер. Ковыльный, - пер. Короткий, - пер. Ленина, - пер. Мазуренко, - пер. Малый, - пер. Набережный, - пер. Новый, - пер. Первомайский, - пер. Полевой, - пер. Пролетарский, - пер. Проточный, - пер. Рыночный, - пер. Северный, - пер. Счастливый, - пер. Тупик, - пер. Южный | - ул. Анастасиевская, - ул. Береговая, - ул. Берёзовая, - ул. Братская, - ул. Весенняя, - ул. Виноградная, - ул. Вольная, - ул. Выгонная, - ул. Гагарина, - ул. Дружбы, - ул. Есауленко, - ул. Есенина, - ул. Железнодорожная, - ул. Жукова, - ул. Заводская, - ул. Зелёная, - ул. Кирпичная, - ул. Клубная, - ул. Колхозная, - ул. Комсомольская, - ул. Королёва, - ул. Космонавтов, - ул. Красноармейская - ул. Полевая - ул. Школьная - ул. Ленина - ул. Пролетарская - ул. Октябрьская - ул. Тоннельная - ул. Мира - ул. Мазуренко - ул. Огородная - ул. Победы | - ул. Красноармейская, - ул. Кривая, - ул. Кубанская, - ул. Ленина, - ул. Липовая, - ул. Луговая, - ул. Мазуренко, - ул. Майская, - ул. Мира, - ул. Молодёжная, - ул. Московская, - ул. Набережная, - ул. Надежда, - ул. Нахимова, - ул. Невского, - ул. Огородная, - ул. Одоевского, - ул. Озёрная, - ул. Октябрьская, - ул. Партизанская, - ул. Первомайская, | - ул. Пионерская, - ул. Победы, - ул. Полевая, - ул. Полтавская, - ул. Придорожная, - ул. Пролетарская, - ул. Промышленная, - ул. Путевая, - ул. Радужная, - ул. Раздольная, - ул. Речная, - ул. Российская, - ул. Садовая, - ул. Славянская, - ул. Тоннельная, - ул. Таманская, - ул. Терновая, - ул. Школьная |

Ул.Садовая 

## Экономика и социальная сфера
Через Трудобеликовский проходит 2 автотрассы, одна из которых федерального значения.
Развитая экономическая и социальная инфраструктуры.
В хуторе имеются: школа № 39, авторынок, 2 автошколы, гипермаркет, поликлиника, 2 АЗС, музыкальная школа, компьютерный клуб, футбольное поле, а также несколько крупных и мелких предприятий, десятки магазинов, почтовое отделение, офис СДЭК, отделение Сбербанка.

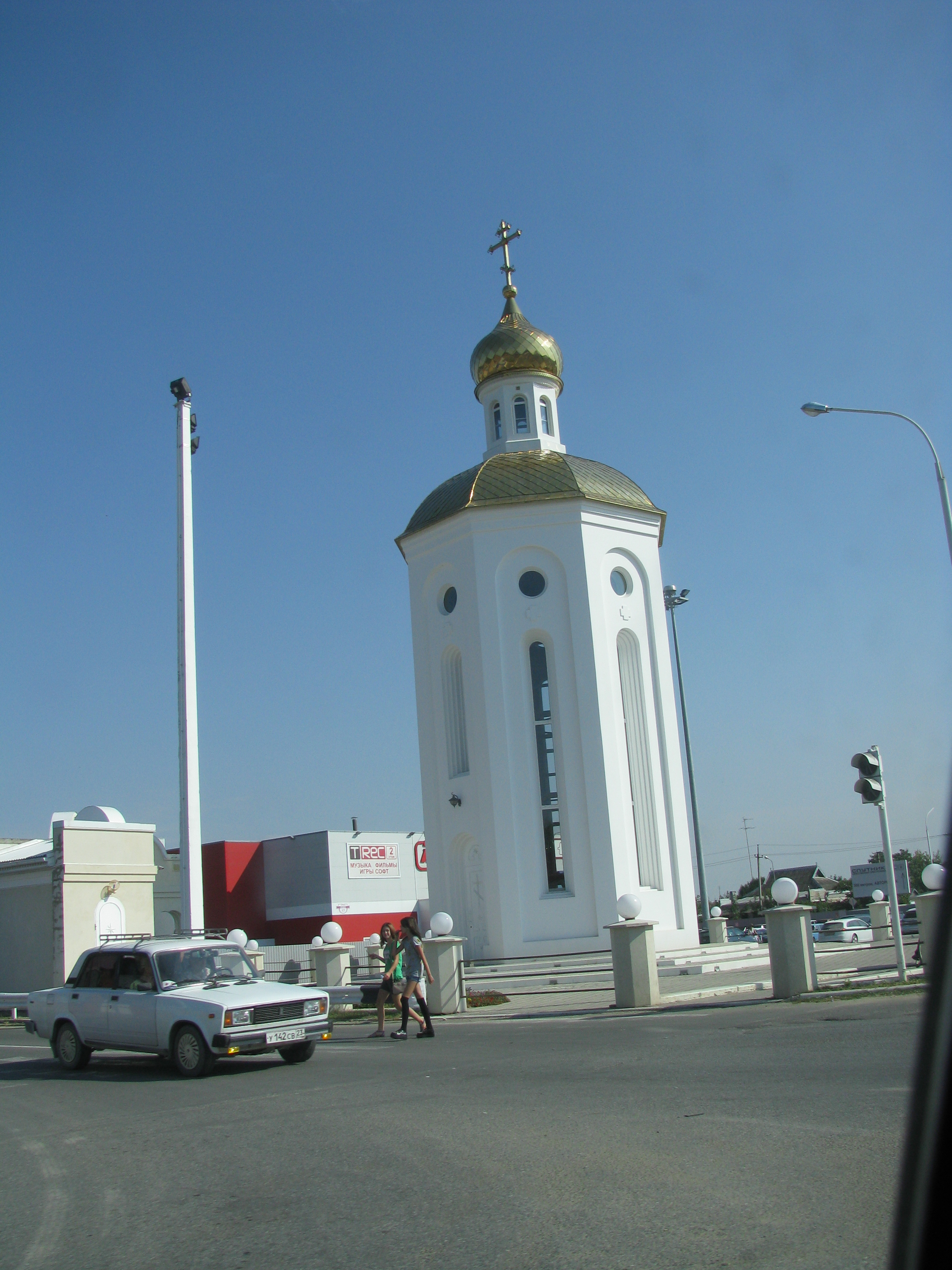
Часовня Святителя Николая